# 2405 Welch
A 2405 Welch (ideiglenes jelöléssel 1963 UF) egy kisbolygó a Naprendszerben. Az Indianai Egyetem kutatói fedezték fel 1963. október 18-án.